# Szlovákia Kommunista Pártja
Szlovákia Kommunista Pártját (Szlovákul: Komunistická strana Slovenska 1992-ben alapították szlovák kommunista politikusok. A párt egyszer jutott be a szlovák parlamentbe, és egyszer sem az Európai Unió parlamentjébe.

## Választások
A párt elindult az 1992-es parlamenti választáson, de nem jutott be, csakúgy mint az 1994-es, és az 1998-as parlamenti választáson, de bejutott a 2002-es szlovákiai parlamenti választáson, ahol 11 mandátumot kapott. Ezután a párt kiesett a 2006-os parlamenti választáson, majd nem jutott be a 2010-es, a 2012-es és a 2016-os parlamenti választáson sem.